# Lyophyllum fumosum
Lyophyllum fumosum (Pers. : Fr.) PD Orton (1960)

## Descrizione della specie

### Cappello
Largo al massimo 10 cm, liscio, lucente, consistente e cartilagineo; inizialmente convesso, poi piano, infine piano-depresso; colore bianco-sporco oppure ocraceo-cenere; margine spesso un po' involuto.

### Lamelle
Annesse oppure smarginate, fitte, separabili; color grigio chiaro.

### Gambo
Pieno, cilindrico, più grosso alla base.

### Carne
Biancastra, consistente.
- Odore: subnullo.
- Sapore: amarognolo.

### Spore
Bianche in massa.

## Habitat
Tarda estate-autunno, tra l'erba, ai margini dei boschi, quasi sempre cespitoso.

Spesse volte è stato rinvenuto in luoghi dove si erano da poco verificati incendi di sterpaglie.

## Commestibilità
Eccellente.

Di grande resa, data la consistenza della sua carne.

## Etimologia
- Dal latino fumosum = fumoso, per via del colore prevalente del cappello (cenere).

## Specie simili
- Entoloma sinuatum (molto velenoso), da cui si distingue principalmente per via della sporata di colore bianco e non rosa.

## Sinonimi e binomi obsoleti
- Clitocybe conglobata (Vittad.)
- Clitocybe fumosa (Pers. : Fr.) P. Kumm.
- Clitocybe fumosa var. connata
- Lyophyllum aggregatum ssp. cinerascens (Bull.) Singer
- Lyophyllum aggregatum var. fumosum (Pers. : Fr.) Kühner & Romagn.
- Lyophyllum cinerascens (Bull.) Konrad & Maubl.
- Lyophyllum conglobatum (Vitt.) M. Bon
- Lyophyllum decastes ssp. cinerascens (Bull.) Singer

## Nomi comuni
- Castagnin
- Grigioni